# Среднеазиатские арабы
Арабы среднеазиатские (араби) — собирательное название довольно малочисленных групп арабских по происхождению народностей в странах Средней Азии. Численность групп, сохраняющих арабское самосознание подвержена колебаниям, хотя общая тенденция негативна, что объясняется постепенной ассимиляцией с более многочисленными титульными этносами, особенно после территориального размежевания среднеазиатских республик в 1930-х годах. В первое десятилетие после распада СССР в арабской среде оживился интерес к поддержанию национальной самобытности. Oсобенно ярко это проявилось у арабов Таджикистана, численность которых выросла в несколько раз. Однако уже в 2000-х годах этническое самосознание вновь начало угасать. Общая численность укоренившихся арабских групп Средней Азии составляет не более 10 тыс. человек, в том числе в Таджикистане свыше 4 тыс. (2010 год, перепись) и в Узбекистане (2,8 тыс. человек, 1989 год перепись). В Туркменистане традиционным местом расселения арабов были окрестности городов Чарджоу и Дейнау.

## Язык
Родным языком среднеазиатских арабов по своей типологии близок к аравийско-месопотамскому кластеру. Лингвистические и антропологический анализ их речи подтверждает теорию о том что среднеазиатские арабы попали в регион из Месопотамии и Центральной Аравии через Иран и Афганистан. Исторически арабы были более склонны с переходу на персоязычие. Однако с упадком последнего в Мервском и Зеравшанском оазисах после XVIII века, многие арабы усвоили и усиливающиеся здесь тюркские языки (туркменский и узбекский). Родной язык сохраняют, а тем более используют в наши далеко не все арабы региона. По переписи 1959 года арабским владело около 34 % среднеазиатских арабов. Арабским языком по последней переписи населения Таджикистана владело 35,7 % арабов.

### Арабы в Узбекистане
Дополнительно практически все современные арабы владеют тремя языками: русским, узбекским, таджикским. Среднеазиатские арабские диалекты выделяются в отдельную типологическую подгруппу арабского языка. В XX веке они сохранялись лишь в нескольких поселениях: в кишлаках Джангори и Чахдара Гиждуванского района, Арабхона Вабкентского района Бухарской области и кишлаке Джейнау в Сурхандарьинской области. В селении Камаши Бешкенткого района Кашкадарьинской области Узбекистана, арабы проживают вместе с таджиками и цыганами-косибами.

### Арабы в Таджикистане
В Таджикистане арабским языком (точнее, бухарским диалектом) владеют 35,7 % арабов, дополнительно практически все владеют тремя языками: русским, узбекским, таджикским.
Арабы проживают в основном компактно на юге Таджикистана в населенных пунктах Айвадж, Шахритус, Сайёд, Кубодиён, Хушади, Пяндж, Фархор. Небольшое количество арабов проживает в Душанбе, в Гиссарском и Турсунзадевском районах Таджикистана.

## История
Арабские семьи попали в Среднюю Азию несколькими волнами в период с VII до XVII веков. Среднеазитские арабы подразделяются на 2 субэтнические группы: шайбони и санони. В VII—VIII веках, после того как арабские войска вторглись в Среднюю Азию, в главных городах региона Бухаре и Самарканде ими были поставлены крупные гарнизоны. Летописи свидетельствуют о том что в Бухаре арабские воины получили половину домов и земель покорённых ираноязычных жителей. Но уже к началу IX эта группа в целом почти полностью ассимилировались с местным ираноязычным населением. В XV веке начался процесс постепенной тюркизации персов и неперсинизированных арабов, который был приостановлен только на территории Таджикистана.
Несколько дольше первые арабские поселенцы сохраняли этническое самосознание и язык на левом берегу Амударьи. Здесь, в районах Мерва и Балха, бывшими некогда основными базами для дальнейших завоеваний, с самого начала было много арабов, как городских, так и кочевых, селившихся крупными племенными группами. При этом, как и на правобережье, оседлые арабы-горожане довольно быстро растворились в массе коренного персоязычного и тюркоязычного населения, то кочевые арабские племена сохраняли древние обычаи и язык почти нетронутыми до конца XIX века.
До установления официальной российской границы немногочисленные, но воинственные арабские племена северного Афганистана (регионы Шибирган и Балх) кочевали с X до начала XIX веков вверх и вниз по течению Аму-Дарьи. Они почти не контактировали с местным населением и поэтому хорошо сохраняли родной язык. Под натиском арабов 
в 1513 году узбекские султаны Джанибек и Убайдулла вынуждены были покинуть временно захваченные ими земли на левом береу Амударьи. При этом Джанибек также разрешил арабам Балха и Шибиргана селиться на землях долины Зеравшана — от Самарканда до Рабат Малик (совр. Кермине).
В основном это были семьи гарнизонных воинов. Члены последней волны попали в Среднюю Азию через Афганистан и Иран. В Средней Азии арабские поселенцы облюбовали сухие субтропические оазисы Узбекистана и Таджикистана. В прошлом арабы долгое время предпочитали селиться компактно в обособленных городских кварталах. В сельских регионах арабы также предпочитали основывать свои кишлаки, которые в одиночку или группами располагались на некотором расстоянии от узбекских, таджикских или туркменских селений. В настоящее время, в связи с бурным ростом населения региона, усилением миграций, появлением новостроек и крупных колхозных поселков арабы всюду оказались в смешанном этническом окружении.
К среднеазиатским арабам не относят, как правило, арабских иммигрантов XX века, которые в основной своей массе прибывали в среднеазитаские республики СССР как международные студенты или же как предприниматели в новых независимых государствах.